# Bolesław II van Falkenberg
Bolesław II van Falkenberg (circa 1326/1335 - 25 juni 1368) was van 1365 tot 1368 medehertog van Falkenberg. Hij behoorde tot de Silezische tak van het huis Piasten.

## Levensloop
Bolesław II was de oudste zoon van hertog Bolesław van Falkenberg en diens echtgenote Euphemia, dochter van hertog Hendrik VI van Silezië-Breslau. In 1355 werd hij dankzij de contacten van zijn vader aan het Boheemse koninklijk hof van Praag door keizer Karel IV benoemd tot hofrechter. 
Na de dood van zijn vader in 1365 erfde hij samen met zijn jongere broers Wenceslaus en Hendrik I het hertogdom Falkenberg. Bolesław voerde een samenwerkingspolitiek met Bohemen en in 1367 ontving hij het district Prudnik in erfleen. 
In 1368 stierf hij, ongehuwd en kinderloos. Zijn begraafplaats is onbekend. 